# Grésiat
Grésiat ou Gréziat est une ancienne commune du département de l'Ain qui fut absorbée par Saint-Cyr-sur-Menthon en 1796.

## Géographie

### Localisation
Aujourd'hui hameau de Saint-Cyr-sur-Menthon, Grésiat est localisé dans le nord-ouest de cette commune du département de l'Ain. Située dans le sud de la région naturelle de la Bresse près de la région naturelle de la Dombes, la localité se situe à 11 km à l'est de Mâcon, à 25 km à l'ouest de Bourg-en-Bresse, à 72 km au nord de Lyon et à 405 km au sud de Paris.

### Communes limitrophes
|                      | Bâgé-la-Ville |                       |
|                      | Grésiat       |                       |
| Saint-Jean-sur-Veyle |               | Saint-Cyr-sur-Menthon |

### Relief et géologie
Le relief assez peu marqué, son sol est argileux, calcaire et peu accidenté. Ces caractéristiques s'expliquent par sa localisation dans le fossé de la Bresse qui résulte d'un effondrement du rift ouest-européen à l'ère tertiaire. Cet événement a permis la création d'un lac peu profond qui se déversait vers la mer Méditerranée au sud.
À l’oligocène et au miocène, les Alpes se forment. Cette formation géologique arc-bouta le Jura vers le lac bressan et plissa ainsi le fond du réservoir, donnant alors ce relief vallonné avec des dénivellations très faibles. Une ouverture se créant au sud, le lac s'assécha puis disparut pour laisser place à un sol humide et marécageux.
Aujourd'hui, Grésiat et les autres territoires du fossé se trouvent entre les massifs du Mâconnais et du Beaujolais à l'ouest et du Jura et des Alpes à l'est.

### Hydrographie

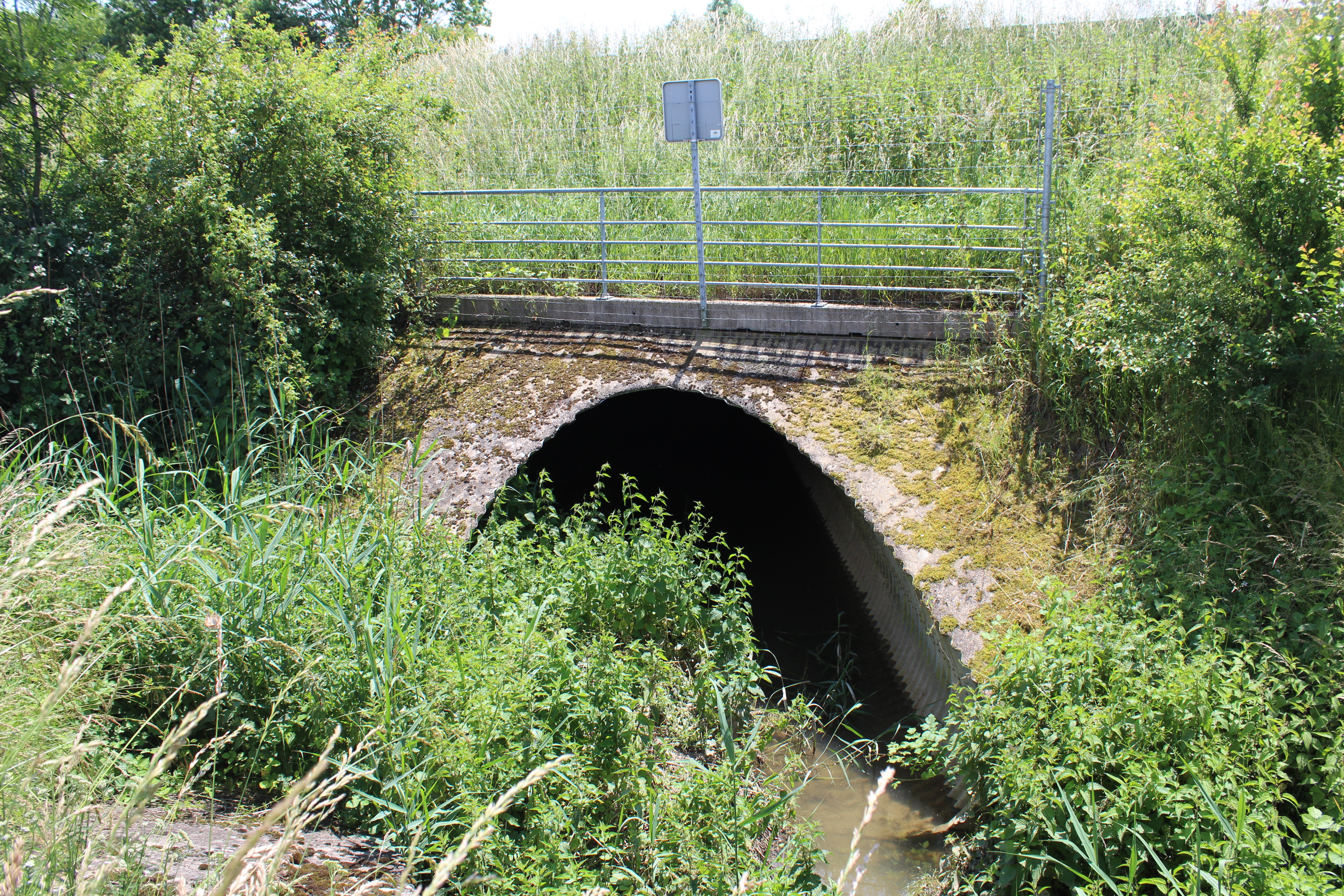
Le ruisseau de Montépin près de sa source.

Un seul cours d'eau traverse le hameau, il s'agit du ruisseau de Montépin qui prend source près de l'autoroute A40. Son cours continue et termine son cours dans la commune de Bâgé-Dommartin.
À la limite avec Bâgé-Dommartin, l'étang de Branguemouille est un plan d'eau qui est la plus grande étendue aqueuse de Saint-Cyr.

### Climatologie
Le climat est tempéré à légère tendance continentale. Les données climatologiques sont celles de Mâcon qui est la station de référence pour toutes les données. Les valeurs climatiques de 1981 à 2010 sont les suivantes.
| Mois                              | jan. | fév. | mars  | avril | mai   | juin  | jui.  | août  | sep.  | oct.  | nov. | déc. | année   |
| --------------------------------- | ---- | ---- | ----- | ----- | ----- | ----- | ----- | ----- | ----- | ----- | ---- | ---- | ------- |
| Température minimale moyenne (°C) | 0    | 1    | 3,5   | 6     | 10    | 13,5  | 15,5  | 15    | 11,5  | 8     | 3,5  | 1    | 7,5     |
| Température moyenne (°C)          | 2    | 4,5  | 8     | 11    | 15    | 19    | 21    | 20,5  | 17    | 12    | 7    | 3,5  | 12      |
| Température maximale moyenne (°C) | 5,5  | 8    | 12    | 16    | 20    | 24    | 27    | 26    | 22    | 16,5  | 10   | 6    | 16      |
| Ensoleillement (h)                | 61,9 | 91,5 | 154,9 | 182   | 212,9 | 245,3 | 267,7 | 242,4 | 185,6 | 116,9 | 70,3 | 50,5 | 1 881,9 |
| Précipitations (mm)               | 59   | 53   | 49    | 75    | 88    | 75,5  | 71    | 72    | 79,5  | 85,5  | 84   | 70   | 861,5   |

## Toponymie

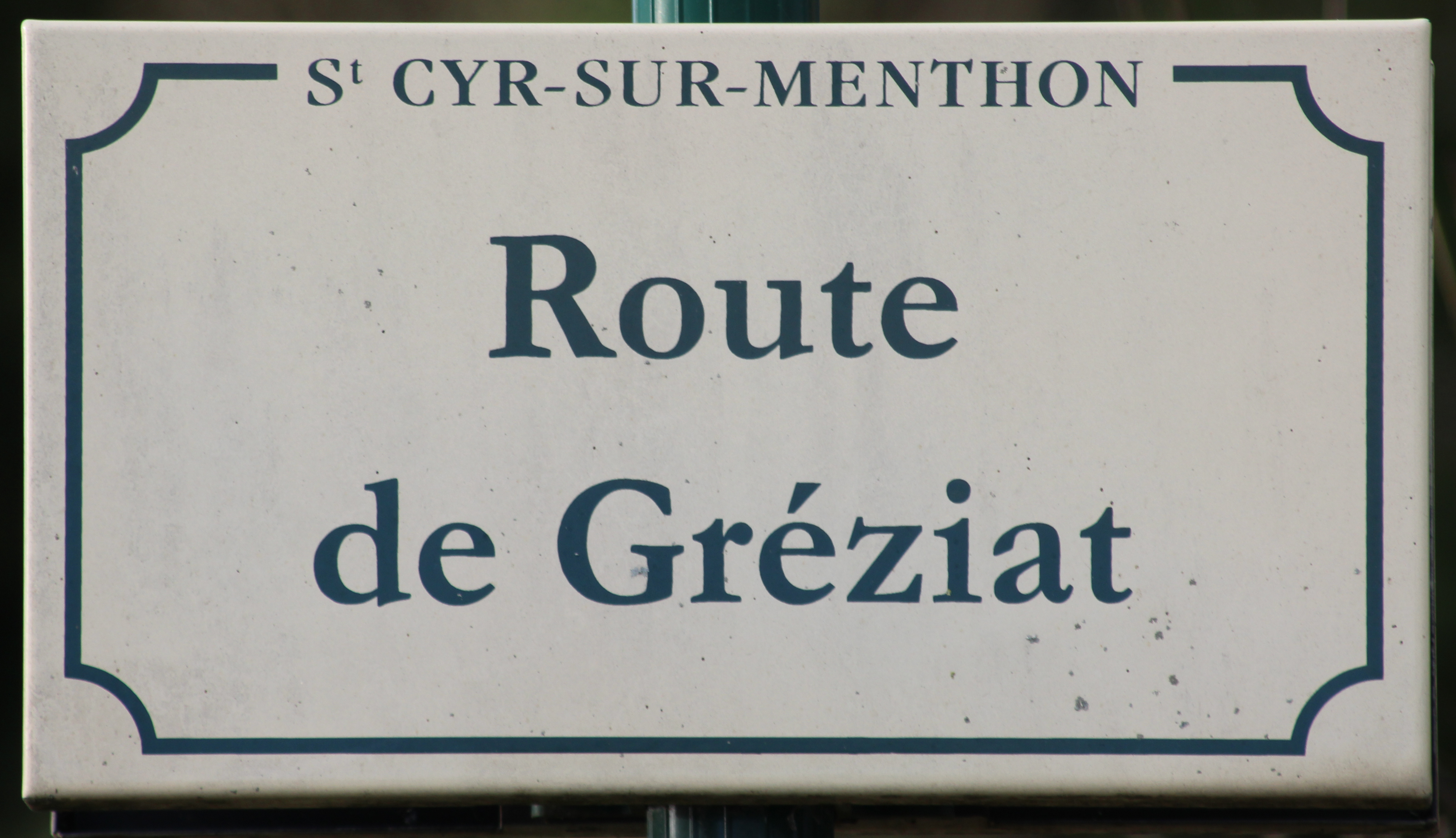
Plaque de la route de Gréziat.

### Attestations anciennes
La première référence au hameau se trouve dans la Nouvelle histoire de l'abbaye de Tournus qui daterait de 1119 sous le nom de Grassiacus. Par la suite, Graysiacus est mentionné dans les titres de l'Aumusse autour de 1273.
Le siècle suivant, le pouillé de Lyon se réfère à Greysuicus vers 1325 pour parler de la paroisse bressane. La même source parle de Graysies autour de 1350 tandis que les archives de l'Ain utilisent Greyssiacus en 1359. Six années plus tard, la Bibliothèque nationale mentionne Greysieu. Ensuite, Greisiac est évoqué en 1372 d'après Samuel Guichenon dans un ouvrage dédié à la Bresse et au Bugey. À la fin de ce siècle, les archives de la Côte-d'Or se réfèrent à Greisiacus en 1399.
Au XVe siècle, plus précisément en 1572, on trouve le nom de Greysiaz dans les archives départementales. Plus tard, en 1656, les visites pastorales citent Greysia alors qu'on trouve Greyziat en 1670 dans l'enquête Bouchu ainsi que Greyzieu vers 1671. Ce n'est qu'à partir du XVIIIe siècle que le nom de Grésiat apparait pour la première fois. Aujourd'hui, Grésiat n'apparaît plus avec cette orthographe mais s'écrit Gréziat.

### Origine du nom
Le nom de Grésiat aurait pour origine le nom latin du gentilice Gratius qui vient de gratus signifiant reconnaissant, cher.
D'autres sources affirment que Gresium signifiant montagne ou lieu pierreux aurait été à l'origine du nom.

## Histoire

### Antiquité
Avant l'arrivée des Romains sur le territoire, le peuple celte des Ambarres dont le nom signifie « vivant des deux (amb) côtés de la Saône (Arar, la Saône) », occupait la région bressane et ses vastes forêts,.
Vers les années -50, à la suite de la conquête des Gaules par les Romains, la commune et les territoires l'entourant changent de domination même si les nouveaux occupants ne s'intéressèrent pas particulièrement à cette région marécageuse et boisée. Jules César considérait la Bresse et le Bugey comme une seule région qu'il nommait Insula Gallica.
Lors de fouilles archéologiques effectuées dans la commune, différents objets témoignant de la présence humaine à cette époque ont été mis au jour. Par exemple, une bague antique en or a été trouvée dans des circonstances inconnues. Ce n'est pas la seule preuve puisqu'à Arringes, treize sesterces de Trajan à Sévère-Alexandre ainsi que deux monnaies frustes ont été extraits en 1964 dans la terre d'un déblai provenant d'un habitat gallo-romain. À Grésiat, de nombreuses tuiles présentes en surface ont permis de mettre en évidence la présence de traces d'un habitat gallo-romain.

### Moyen Âge et Renaissance

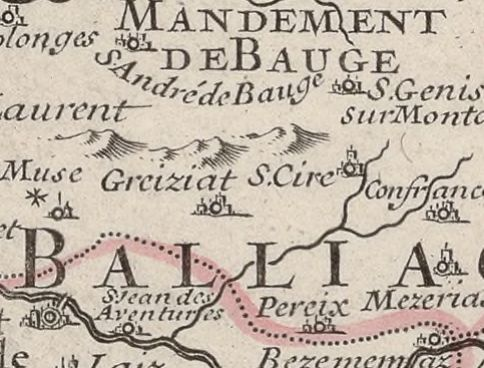
Extrait de la carte du Gouvernement Général du Duché de Bourgogne et de la Bresse. Les villages de Grésiat et de Saint-Cyr sont distincts.

À la chute de l'Empire romain d'Occident, la Bresse et Gréziat passèrent aux mains du Royaume de Bourgogne. Dans l'ordre féodal, le village dépendait du marquisat de Bâgé et formait une paroisse à lui seul dont son église était placée sous le vocable des saints Jacques et Philippe.
En 1601, après la fin de la guerre franco-savoyarde qui se termine par le Traité de Lyon signé le 17 janvier, Gréziat, qui faisait partie des États de Savoie, appartient désormais à la France avec l'acquisition de celle-ci de la Bresse, du Bugey, du Valromey et du pays de Gex. Elle est par la suite intégrée à la province bourguignonne.

### Époque contemporaine
En 1789, Grésiat était une communauté du mandement de Bâgé et du bailliage, de l'élection et de la subdélégation de Bourg. Entre 1790 et 1795, elle devient une municipalité du canton de Pont-de-Veyle qui dépendait du district de Châtillon-les-Dombes, lui-même appartenant au département de l'Ain fraîchement créé.
Alors peuplée de 159 habitants, l'ancienne paroisse fut rattachée à Saint-Cyr-sur-Menthon en 1796. Elle possède des registres distincts de 1669 à l'an 1796.

## Population et société

### Démographie
Une seule donnée sur la population est connue. Elle date de 1793 où à cette époque, la commune comptait 159 habitants.